# Marge versus jednokolejka
Marge versus jednokolejka (v anglickém originále Marge vs. the Monorail) je 12. díl 4. řady (celkem 71.) amerického animovaného seriálu Simpsonovi. Scénář napsal Conan O'Brien a díl režíroval Rich Moore. V USA měl premiéru dne 14. ledna 1993 na stanici Fox Broadcasting Company a v Česku byl poprvé vysílán 21. října 1994 na stanici ČT1.

## Děj
Když Agentura pro ochranu životního prostředí uloží panu Burnsovi pokutu 3 miliony dolarů za uložení jaderného odpadu v parku ve Springfieldu, koná se městská schůze, na které se rozhodne, jak peníze utratit. Po několika návrzích – včetně jednoho od špatně maskovaného Burnse, aby byly investovány do elektrárny – je Marge téměř přesvědčí, aby opravili zchátralou hlavní ulici, ale obchodník Lyle Lanley vede písničku a taneček, který měšťany přesvědčí, aby místo toho postavili jednokolejnicovou (v českém překladu seriálu chybně označovanou jako jednokolejnou) dráhu. Poté, co Lanley provede pochybný výcvikový program, vybere náhodně Homera jako strojvedoucího vlaku jednokolejnicovky. Marge, jež o Lanleym pochybuje, navštíví jeho kancelář a zjistí, že hodlá utéct s penězi, které z projektu vytěžil, a nechat měšťanům vadný vlak. 
Marge jede do městečka North Haverbrook, které si v minulosti koupilo jednu z Lanleyho jednokolejnicových drah. Zjistí, že město i jednokolejnicovka jsou v troskách. Setká se se Sebastianem Cobbem, inženýrem, který jednokolejnicovku navrhl, a ten jí potvrdí, že všechny Lanleyho projekty jednokolejnicovky jsou podvodné. Cobb nabídne Marge pomoc, aby Springfield nepotkal stejný osud. Při zahajovací jízdě springfieldské jednokolejnicovky Lanley zařídí, aby byl Leonard Nimoy přítomen na hojně navštíveném zahajovacím ceremoniálu, čímž odláká pozornost lidí, a tak může uniknout letadlem na Tahiti. Když letadlo nečekaně přistane v North Haverbrooku, obyvatelé města vtrhnou do letadla a napadnou Lanleyho, že zničil město. 
Ve Springfieldu vlak jednokolejnicovky vyjede z nádraží těsně před příjezdem Marge a Cobba a brzy se vymkne kontrole, což způsobí, že vlak poháněný solární energií překročí traťovou rychlost a ohrozí Homera, Barta a všechny cestující. Vlak se během zatmění slunce na chvíli zastaví a pak se opět rozjede. Zatímco se náčelník Wiggum a starosta Quimby dohadují, kdo převezme velení, Marge a Cobb kontaktují Homera vysílačkou a Cobb mu řekne, že musí najít kotvu, aby vlak zastavil. Homer rychle zaimprovizuje, uvolní kovové „M“ z bočního loga lokomotivy, přiváže k němu lano a vyhodí ho z vlaku. Poté, co poškodí velkou část města – zejména již opuštěné silnice –, se „M“ zachytí na obří koblize z nápisu obchodu Lard Lad Donut, a jednokolejnicovku tak zastaví. Když jsou cestující zachráněni, Marge dojde k závěru, že jednokolejnicovka byla jediným hloupým projektem, do kterého se město kdy pustilo, kromě mrakodrapu z nanukových tyčinek, padesátimetrové lupy a eskalátoru, který nikam nevede.

## Produkce
Conan O'Brien přišel s tímto nápadem, když v Los Angeles uviděl billboard, na kterém bylo pouze slovo „Monorail“ bez jakýchkoli dalších podrobností nebo vysvětlení. Poprvé tuto epizodu navrhl Alu Jeanovi a Miku Reissovi, kteří řekli, že je to trochu bláznivá epizoda a že by měl nejdříve zkusit nějaký jiný materiál. O'Brien předtím nadhodil díly, v nichž Líza měla soupeře a kde Marge dostala práci v elektrárně a pan Burns se do ní zamiloval; oba dopadly dobře. James L. Brooks tuto epizodu „naprosto miloval“, když ji O'Brien představil.
Leonard Nimoy původně nebyl zvažován pro roli celebrity při první jízdě jednokolejnicovky, protože si scenáristé mysleli, že by ji nepřijal, jelikož William Shatner účinkování už dříve odmítl. Místo toho byl o hostování požádán George Takei, který se již dříve objevil jako Akira v epizodě druhé série Není ryba jako ryba. Poté, co si vyžádal několik změn ve scénáři, Takei odmítl s tím, že si nechce dělat legraci z veřejné dopravy, protože je členem správní rady Southern California Rapid Transit Districtu. Výsledkem bylo, že štáb přešel k Nimoyovi, který nabídku přijal.

## Kulturní odkazy
Epizoda si vypůjčila některé prvky z muzikálu The Music Man, divadelní hry o podvodníkovi, přičemž píseň „The Monorail Song“ se silně podobá písni „Ya Got Trouble“ z této hry a Lyle Lanley je založen na postavě Harolda Hilla z této hry.
Díl začíná písní vzdávající hold seriálu Flintstoneovi, když se Homer vrací z práce domů a nabourá autem do kaštanu. Hudba, jež hraje, když Smithers přemisťuje sud s toxickým odpadem, je parodií na znělku „Axel F“ z filmu Policajt v Beverly Hills. Později se v něm objeví Leonard Nimoy jako host sám sebe. Objevují se odkazy na jeho roli v seriálu Star Trek, narážka na jeho roli moderátora pořadu In Search of… Kyle Darren i karikatura Luka Perryho, hvězdy seriálu Beverly Hills 90210. Starosta Quimby používá větu „Ať tě provází síla.“ ze seriálu Hvězdné války, přičemž si ji plete s Nimoyovou prací ve Star Treku. Homerova uniforma průvodčího jednokolejnicovky je založena na uniformách z Hvězdných válek. Když je pan Burns přiveden do soudní síně, je spoután stejným způsobem jako Hannibal Lecter ve filmu Mlčení jehňátek, Homer krátce zpívá Marge v jejich ložnici lidovou melodii „The Riddle Song“. Logo na vagónech jednokolejnicovky, které je odhaleno, když se Homer pokouší zastavit rozjíždějící se vlak, ukazuje, že byly poprvé použity během Světové výstavy v roce 1964, ačkoli vlak na této akci ve skutečnosti používal vagóny zavěšené na nadzemní dráze.

## Přijetí

### Kritika
Marge versus jednokolejka byla často vybírána v seznamech nejlepších epizod seriálu. V roce 1998 ji časopis TV Guide zařadil na seznam 12 nejlepších dílů Simpsonových, v roce 2003 vydal časopis Entertainment Weekly seznam 25 nejlepších epizod, v němž tento díl zařadil na 4. místo s tím, že „epizoda má pravděpodobně nejvyšší poměr vtipů na minutu ze všech Simpsonových a všechny jsou vtipné až k zasmání“. Chris Turner ve své knize Planet Simpson označil díl za jeden ze svých pěti nejoblíbenějších. V roce 2006 jej server IGN označil za nejlepší epizodu 4. řady. John Ortved z časopisu Vanity Fair díl označil za 3. nejlepší epizodu seriálu a uvedl: „Kromě toho, že je díl plný vynikajících vtipů, odhaluje davovou mentalitu města a jeho kolektivní nedostatek rozumu. Je to epizoda, která definuje Springfield více než kterákoli jiná.“ V roce 2010 zařadil Michael Moran z deníku The Times epizodu na 9. místo v historii seriálu a v roce 2019 ji server Entertainment.ie zařadil mezi 10 nejlepších epizod Simpsonových všech dob. Později téhož roku ji deník The Guardian označil za jednu z pěti nejlepších epizod v historii Simpsonových, časopis Time ji zařadil na první místo v seznamu 10 nejlepších dílů Simpsonových vybraných odborníky na Simpsonovy a časopis Consequence of Sound díl zařadil na druhé místo v seznamu 30 nejlepších epizod seriálu.
Autoři knihy I Can't Believe It's a Bigger and Better Updated Unofficial Simpsons Guide, Warren Martyn a Adrian Wood, díl označili za „nepřekonatelnou epizodu“: „Těžko říct, kde začít sypat chválu – hostující Leonard Nimoy, píseň ‚Monorail‘, Margino vyprávění, náklaďák plný popcornu…“ Robert Canning z IGN epizodu silně vychválil a prohlásil: „Je to zdaleka jeden z nejoblíbenějších dílů Simpsonových a každý fanoušek jej může směle označit za klasiku. Od začátku až do konce je tu vtip za vtipem a jeden povedený vtip za druhým. V této půlhodině není nic, co by nefungovalo, a bez ohledu na to, kolikrát se na tuto epizodu podívám, nikdy, nikdy nezestárne.“. Emily VanDerWerffová z časopisu Slant Magazine epizodu označila za nejlepší díl seriálu a uvedla: „Je to ta, která se vám vybaví, když si vzpomenete na díl Simpsonových. Je možná nejvtipnější epizodou seriálu a nejdokonaleji vystihuje to, co může být hlavním tématem seriálu,“ doplnila. V roce 2012 se Marge versus jednokolejka umístila na 2. místě v anketě čtenářů Splitsideru o nejlepší epizodu televizního sitcomu, když prohrála s dílem Community Remedial Chaos Theory.
Vystoupení Leonarda Nimoye v roli jeho samotného bylo oceněno jako jedno z nejlepších hostujících vystoupení v seriálu. V seznamu 25 nejlepších hostujících hlasů v seriálu, který byl zveřejněn 5. září 2006, zařadil server IGN Leonarda Nimoye na 11. místo. Nathan Ditum označil jeho vystoupení za 13. nejlepší hostující vystoupení v historii seriálu. Nimoy se podruhé objevil v dílu Akta S v 8. řadě.
Conan O'Brien prohlásil, že ze všech dílů Simpsonových, které napsal, je tento jeho nejoblíbenější. O'Brien a Hank Azaria zahráli píseň o jednohubkách živě v Hollywood Bowl ve dnech 12.–14. září 2014 v rámci pořadu The Simpsons Take The Bowl. Když se Simpsonovi začali v roce 2019 streamovat na Disney+, bývalý scenárista a výkonný producent Simpsonových Bill Oakley označil tuto epizodu za jednu z nejlepších klasických dílů tohoto seriálu, které lze na této službě sledovat.
Televizní seriál Supernatural odkazuje na díl Marge versus jednokolejka v epizodě Something Wicked, když Sam Winchester říká, že mezi místa napadená monstrem patřila Brockway, Ogdenville a North Haverbrook, tedy města zmíněná v písni, kterou Lyle Lanley přesvědčuje Springfield, aby si pořídil jednokolejnicovku.
Naopak epizoda nebyla zpočátku dobře přijata mnoha fanoušky předchozích řad seriálu, protože se jednalo o obzvláště absurdní raný příklad toho, jak seriál přistupuje ke komediím spíše na bázi kreslených vtipů než k realističtějšímu situačnímu stylu komedie, který používal v prvních letech. V roce 1995, během natáčení 7. řady, Yeardley Smithová o této epizodě řekla, že je „opravdu jednou z našich nejhorších – všichni (dabéři) se na tom shodujeme“.
Společnost Monorail Society, organizace se 14 000 členy po celém světě, obvinila epizodu z pošpinění pověsti jednokolejnicových drah, na což tvůrce Simpsonových Matt Groening v roce 2021 odpověděl: „To je vedlejší produkt naší zlomyslnosti… Jednokolejnicovky jsou skvělé, takže mě to mrzí, ale zároveň, když se má v Simpsonových něco stát, tak se to pokazí, ne?“

### Hodnocení
V původním americkém vysílání skončil díl v týdnu od 11. do 17. ledna 1993 na 30. místě v žebříčku sledovanosti s ratingem Nielsenu 13,7. Epizoda byla v tom týdnu nejlépe hodnoceným pořadem na stanici Fox.